# Dysdera topcui
Dysdera topcui là một loài nhện trong họ Dysderidae.
Loài này thuộc chi Dysdera. Dysdera topcui được Fulvio Gasparo miêu tả năm 2008.